# 丸岡莞爾
丸岡 莞爾（まるおか かんじ、1836年7月11日（天保7年5月28日） - 1898年（明治31年）3月6日）は、幕末の土佐藩士、明治期の官僚、歌人。官選県知事。位階は正四位。旧姓は吉村。字は山公。通称は三太。諱は長俊。号は建山、掬月、蒼雨など。

## 経歴
土佐藩士・吉村三助長秋と磯子（村山氏）の長男として生まれる。祖父は吉村内作信俊といった。後に丸岡家を継ぐ。鹿持雅澄から国学を学んだ。坂本龍馬とも交際した。脱藩後に龍馬が和歌集の写しを自身の家族に手紙で求めたほど文化的素養が高く、人柄も温厚だった。
脱藩後は、長崎にあった土佐藩の商業機関で、岩崎弥太郎の下で働き、慶応4年(1868年)にはカムチャッカへの航海を経験した。
明治3年4月（1870年5月）、土佐藩大従事となり、さらに権大属を務める。明治4年3月（1871年4-5月）、大阪府に転じ権大属に就任し、大属、権典事を歴任。
明治4年11月4日（1871年12月15日）、左院に転じ、中議生となり、大議生、四等議官を歴任。1874年9月、海軍省五等出仕に就任した。
1875年、式部権助に就任。以後、兼一等掌典、式部助、式部権頭を歴任。1883年、内務省に転じ内務大書記官となる。以後、兼造神宮奉行、内務省社寺局長、兼造神宮支庁副使などを歴任した。
1888年9月、沖縄県知事に就任。皇民化教育を推進。1892年7月、高知県知事へ転任。選挙干渉によって荒れていた県政の鎮静化に努めたが、調整に難航し、同年11月に同知事を退任した。

## 年譜
- 1870年（明治3年4月）5月 - 土佐藩大従事
- 1871年（明治4年3月）4-5月 - 大阪府権大属
- 1871年（明治4年11月4日）12月15日 - 左院中議生
- 1872年（明治5年）- 左院四等議官[1]・兼教部省六等出仕[要出典]
- 1874年（明治7年）9月 - 海軍省五等出仕[5]、さらに海軍省権大書記官を務めた[要出典]。
- 1876年（明治9年）5月 - 式部寮に転属。式部助[6][注釈 1]。
- 1877年11月頃 - 権助（ごんのすけ）に降格[7]。
- 1878年（明治11年）1月 - 権助兼一等掌典職[8][注釈 1]
- 1880年（明治13年）6月 - 天皇の甲州方面への行幸に随行[9][注釈 2]。
  - 7月21日 - 楠木正成に対する贈正一位の勅使となる。時に、式部助兼一等掌典従五位。（湊川神社史）
- 1881年（明治14年）- 3月に来日するハワイ王カラカウアの接待役にくわわる[10][11][注釈 3][注釈 4]。
  - 9月16日 - 上司である式部頭（かみ）坊城俊政が死没。その後、その職位は欠員。
- 1882年（明治15年）4月か5月 - 権頭に昇任[12][注釈 5]。
  - 9月 - 鍋島直大が式部頭に就任し、上司となる。
- 1883年（明治16年）- 内務大書記官[1]
- 1884年（明治17年）- 兼造神宮奉行[1]
- 1887年（明治20年）- 内務省社寺局長兼造神宮支庁副使[1]
- 1888年（明治21年）9月 - 沖縄県知事
- 1892年（明治25年）7月 - 高知県知事
  - 11月 - 高知県知事退任
- 1898年（明治31年）3月6日 - 卒去。享年63。墓所は青山霊園。

## 栄典・授章・授賞
- 1886年（明治19年）11月16日 - 正五位[13]
- 1893年（明治26年）6月20日 - 正四位[14]

外国勲章佩用允許
- 1884年（明治17年）8月20日 - イタリア王国：イタリア王冠勲章コマンダトレ[15]

## 親族
- 妻 喜久は同藩士の下田度義の長女。大正7年3月20日没。享年71。
- 長男の丸岡桂は歌人・能楽書林創業者、孫の丸岡明は作家。
- 妹 吉村まき（吉村は莞爾の旧姓）は、武市半平太の甥、島村衛吉に嫁いだ。
- 妹 西山千賀 その息子西山麓という人物についても含めて、一族のことは安岡章太郎『鏡川』に書かれているが、作家の安岡も一族とは縁戚である[16]。

## 著作
- 歌集『蒼雨余滴』。丸岡桂『長恨 丸岡桂全集』（観世流改訂本刊行會、1921年）に所収。

## 補注
1. 1 2  『日本の歴代知事』(1982年)、525頁では「八年頃式部権助兼一等掌典に任じ、九年頃式部助に、十二年頃式部権頭に進み」とはあるが、すべて「頃」という表現をつけたところから、年代や歴任した順序を推論して間違えたようである（例えば「一等掌典」は「大掌典」から1878年（明治11年1月）に切り替わったのであるから「八年頃」はありえない）。官員録に照らすと、『官員録 明治8年11月改』(1875年)では、「海軍省」(47頁)の籍より抹消されているが、「式部寮」(85頁)にも名がみえない。その後しばらく官員録に名が見えないが、『官員録. 明治9年5月』(1876年)に「式部寮の助」として登場する。
2. ↑  山岡鉄太郎（宮内大書記官）、西村捨三(内務少書記官)が先発組で公布に行き、行幸は三条実美らを含めて6月16日に東京を発し、19日に到着。甲府市 編『甲府略志』西村組出版局、第四章 行幸啓/明治天皇御巡幸、1918年、199-頁。NDLJP:1907734。には、その旨が述べられ、四等掌典小西有勲の名はあるが、丸岡の名は見えない。
3. ↑  ハワイ王を国賓に迎える接伴掛は、山下草園(1942年)によれば2月26日付で、東伏見宮二品嘉彰親王、蜂須賀茂韶以下、式部助の莞爾も含めて10名が任命された。(荒俣訳注『仰天旅行記』150頁注は、莞爾の名前を挙げてないが、10名のうち蜂須賀、長崎省吾(四等掌典)、通詞をつとめた外務権大書記官石橋政方を挙げる。)
4. ↑  『鏡川』(61頁)がいう2月は、まだカラカウア王が来日していないが、それに備えて2月27日のうちに接待準備班が横浜へ出張し、蜂須賀茂韶はじめ、莞爾もこれにくわわっている。（「外国貴賓ノ来朝関係雑件」、荒俣、281頁）
5. ↑  『日本の歴代知事』(1982年)、525頁によれば明治12年頃式部権頭と推定しているが、ここでは官員録にもとづいた明治15年。国立図書館蔵書本では15年4月に欠ページがあり未確認。